# Guido Marchi
Pour les articles homonymes, voir Marchi.
Guido Marchi (né le 21 septembre 1896 à Carmagnole dans la province de Turin et mort à Turin en février 1969) est un joueur de football italien, qui évoluait en défense ou demi-centre.
Son frère aîné, Pio Marchi, était également footballeur professionnel.

## Biographie
Formé dans le grand club de sa province natale de la Juventus, il entame sa carrière professionnelle en 1919 lors de la première saison d'après-guerre du club. 
Il était surnommé Biscutin ou Marchino.
Il joue en tout 44 matchs pour le club piémontais et inscrit 4 buts, quittant le club en 1923.

## Palmarès
Juventus
- Championnat d'Italie :
  - Vice-champion : 1919-20.